# Johan Wendland
Johan Wendland (o Johann Christoph Wendland 17 de julio de 1755– 27 de julio de 1828) fue un botánico alemán.
En 1800 como Inspector Real de los Jardines de Hanover, publica Hortus Herrenhusanus, de las especies de los Reales Jardines de Hanover.
Y publicó numerosos otros libros de botánica, con el notable "Botanische Beobachtungen nebst einigen neuen Gattungen und Arten".
Su hijo Heinrich Ludolph Wendland fue otro destacado botánico.
- La abreviatura «J.C.Wendl.» se emplea para indicar a Johan Wendland como autoridad en la descripción y clasificación científica de los vegetales.[1]

## Publicaciones
- Hortus Herrenhusanus, 1788—1801.
- Verzeichnis der Glas- und Treibhauspflanzen des Königlichen Berggartens zu Herrenhausen. 1797.
- Botanische Beobachtungen nebst einigen neuen Gattungen und Arten. 1798.
- Ericarum icones et descriptiones. 1798—1823.
- Collectio plantarum tam exoticarum quam indigenarum. 1819.